# Ecnomus digrutus
Ecnomus digrutus là một loài Trichoptera trong họ Ecnomidae. Chúng phân bố ở miền Australasia.